# 三朝古墓遗址
三朝古墓遗址，位于中国广东省肇庆市市区康乐中路，为肇庆市的一个市级文物保护单位，类型为古墓葬，公布时间为2005年8月16日。
三朝古墓遗址的历史年代为汉-南朝。